# Роберт Тейлор (футболіст, 1994)
Роберт Тейлор (фін. Robert Taylor, нар. 21 жовтня 1994, Куопіо) — фінський футболіст англійського походження, півзахисник норвезького клубу «Бранн» та національної збірної Фінляндії.

## Клубна кар'єра
Народився 21 жовтня 1994 року в місті Куопіо в родині англійського футболіста Пола Тейлора, який в той час виступав за місцевий клуб КуПС. Футболом почав займатись у команді «Ювяскюля», а у 2008—2009 роках грав за юнацьку команду англійського «Ноттінгем Форест», після чого повернувся до попереднього клубу.
2011 року зіграв один матч на дорослому рівні за аматорську фінську команду «Еенекоскен Гуйма» у 4 за рівнем дивізіоні країни, після чого повернувся на батьківщину свого батька і став гравцем англійського «Лінкольн Сіті», але так за неї і не дебютував, тому здавався в оренду в «Бостон Таун», за який зіграв одну гру у United Counties Premier, дев'ятому за рівнем дивізіоні Англії.
Не загравши у Англії, 2013 року Тейлор повернувся до «Ювяскюля», який спочатку віддав його в оренду в аматорський «Віллікетут», але з літа Роберт став основним гравцем клубу, з яким того ж року вилетів з вищого фінського дивізіону, втім залишався у команді ще протягом двох років, так і не повернувши її до еліти.
Протягом 2016—2017 років захищав кольори вищолігового фінського клубу «РоПС», а влітку 2017 року перейшов до шведського АІКа. 30 липня в матчі проти «Кальмара» він дебютував у Аллсвенскан-лізі, зігравши за клуб до кінця року 6 ігор в усіх турнірах.
У березні 2018 року Тейлор перейшов на правах оренди у норвезький «Тромсе», а вже в серпні підписав з командою повноцінну угоду до 2021 року. Втім після того, як «Тромсе» вилетів з вищого дивізіону в кінці сезону 2019 року, Тейлор 20 січня 2020 року перейшов у іншу місцеву команду «Бранн», підписавши трирічний контракт. Станом на 4 червня 2021 року відіграв за команду з Бергена 37 матчів в національному чемпіонаті.

## Виступи за збірні
2011 року дебютував у складі юнацької збірної Фінляндії (U-17), загалом на юнацькому рівні взяв участь у 6 іграх.
Протягом 2015—2016 років залучався до складу молодіжної збірної Фінляндії. На молодіжному рівні зіграв у 10 офіційних матчах.
9 січня 2017 року дебютував в офіційних іграх у складі національної збірної Фінляндії в товариському матчі проти збірної Марокко (1:0).
1 червня 2021 року Тейлор був включений до фінальної заявки збірної на дебютний для неї чемпіонат Європи 2020 року у різних країнах.
| Дата       | Місто        | Господарі | Результат | Гості     | Турнір                               | Голи | Примітки |
| ---------- | ------------ | --------- | --------- | --------- | ------------------------------------ | ---- | -------- |
| 9-1-2017   | Аль-Айн      | Марокко   | 0 – 1     | Фінляндія | товариський матч                     | -    | 56' 86'  |
| 13-1-2017  | Абу-Дабі     | Словенія  | 2 – 0     | Фінляндія | товариський матч                     | -    | 60'      |
| 11-1-2018  | Абу-Дабі     | Йорданія  | 1 – 2     | Фінляндія | товариський матч                     | -    | 58'      |
| 26-3-2018  | Анталія      | Фінляндія | 5 – 0     | Мальта    | товариський матч                     | -    | 46'      |
| 5-6-2018   | Плоєшті      | Румунія   | 2 – 0     | Фінляндія | товариський матч                     | -    | 76'      |
| 8-9-2018   | Тампере      | Фінляндія | 1 – 0     | Угорщина  | Ліга націй УЄФА 2018-2019 - 1-й етап | -    | 85'      |
| 18-11-2018 | Будапешт     | Угорщина  | 2 – 0     | Фінляндія | Ліга націй УЄФА 2018-2019 - 1-й етап | -    | 74'      |
| 8-1-2019   | Доха         | Фінляндія | 1 – 0     | Швеція    | товариський матч                     | -    | 54' 69'  |
| 11-1-2019  | Доха         | Естонія   | 2 – 1     | Фінляндія | товариський матч                     | -    |          |
| 26-3-2019  | Єреван       | Вірменія  | 0 – 2     | Фінляндія | Відбір до ЧЄ 2020                    | -    | 87'      |
| 6-9-2020   | Дублін       | Ірландія  | 0 – 1     | Фінляндія | Ліга націй УЄФА 2020-2021 - 1-й етап | -    |          |
| 7-10-2020  | Гданськ      | Польща    | 5 – 1     | Фінляндія | товариський матч                     | -    | 46'      |
| 11-10-2020 | Гельсінкі    | Фінляндія | 2 – 0     | Болгарія  | Ліга націй УЄФА 2020-2021 - 1-й етап | 1    | 74'      |
| 14-10-2020 | Гельсінкі    | Фінляндія | 1 – 0     | Ірландія  | Ліга націй УЄФА 2020-2021 - 1-й етап | -    |          |
| 11-11-2020 | Сен-Дені     | Франція   | 0 – 2     | Фінляндія | товариський матч                     | -    | 75'      |
| 15-11-2020 | Софія        | Болгарія  | 1 – 2     | Фінляндія | Ліга націй УЄФА 2020-2021 - 1-й етап | -    | 68'      |
| 18-11-2020 | Кардіфф      | Уельс     | 3 – 1     | Фінляндія | Ліга націй УЄФА 2020-2021 - 1-й етап | -    |          |
| 28-3-2021  | Київ         | Україна   | 1 – 1     | Фінляндія | Відбір до ЧС 2022                    | -    | 76'      |
| 31-3-2021  | Санкт-Галлен | Швейцарія | 3 – 2     | Фінляндія | товариський матч                     | -    |          |
| 4-6-2021   | Гельсінкі    | Фінляндія | 0 – 1     | Естонія   | товариський матч                     | -    | 62'      |
| Усього     |              | Матчів    | 20        |           | Голів                                | 1    |          |